# Sydney Leroux
Sydney Rae Leroux (Vancouver, 7 maggio 1990) è una calciatrice canadese naturalizzata statunitense, attaccante dell'Angel City.

## Carriera

### High school e college
Nel 2005, a soli 15 anni, gioca 3 partite in prima squadra con i Vancouver Whitecaps. In seguito si trasferisce negli Stati Uniti, a Phoenix, dove nel 2007 e nel 2008 vince due titoli statali di high school nella Horizon High School. Ha successivamente ricevuto una borsa di studio per la UCLA, dove ha giocato nel campionato universitario dal 2008 al 2011, segnando complessivamente 54 gol in quattro stagioni.

### Carriera professionistica
Nel 2011 torna ai Whitecaps, con cui segna 11 gol in 11 partite, per poi trasferirsi a Seattle nei Sounders.

### Nazionale
Grazie alla sua doppia cittadinanza a soli 14 anni, nel 2004, Leroux viene convocata dalla Federazione calcistica del Canada (Canadian Soccer Association - CSA) per indossare la maglia della nazionale canadese Under-19, inserita in rosa con la squadra impegnata al Campionato mondiale di categoria di Thailandia 2004, a quel tempo ancora riservato a formazioni con giocatrici sotto i 19 anni d'età. Nel torneo, che la vede essere la più giovane partecipante, viene impiegata in due dei quattro incontri giocati dalla sua squadra fino ai quarti di finale, quando il Canada venne eliminato dalle pari età della Cina. Sempre per il Canada veste la maglia ed è nominata capitano della formazione Under-15 impegnata in una serie di incontri amichevoli in Germania l'anno seguente.
Al 3 agosto 2017 con la nazionale degli USA ha disputato 77 partite e realizzato 35 reti, e inoltre ha vinto una medaglia d'oro alle Olimpiadi di Londra 2012.

## Palmarès

### Club
- NWSL Shield: 1

Seattle Reign: 2014

### Nazionale
- Oro olimpico: 1

Londra 2012
- Campionato mondiale femminile di calcio: 1

2015
- Algarve Cup: 2

2013, 2015
- Campionato mondiale under 20: 1

2008

### Individuale
- U.S. Soccer Athlete of the Year: 1

Miglior giovane: 2011